# Coupe du monde de saut d'obstacles 2002-2003
Navigation
Édition précédente Édition suivante
La coupe du monde de saut d'obstacles 2002-2003 est la 25e édition de la coupe du monde de saut d'obstacles organisée par la FEI. La finale se déroule à Las Vegas (États-Unis), le 1er avril 2003.

## Classement après la finale
| Pos. | Cavalier       | Nationalité | Cheval                |
| ---- | -------------- | ----------- | --------------------- |
| 1    | Marcus Ehning  | Allemagne   | Anka 191              |
| 2    | Rodrigo Pessoa | Brésil      | Baloubet du Rouet     |
| 3    | Marlin Baryard | Suisse      | Butterfly Flip et H&M |